# Eharius denizliensis
Eharius denizliensis is een mijtensoort uit de familie van de Phytoseiidae. De wetenschappelijke naam van de soort werd voor het eerst geldig gepubliceerd in 2017 door Döker & Kazak.